# Курукал
Курука́л — село в Ахтынском районе Дагестана, входит в состав сельского поселения Сельсовет «Ахтынский».

## География
Село находится в ущелье, к юго-западу от райцентра Ахты, в пяти километрах от него. Расположено преимущественно на правом берегу реки Ахтычай, при впадении в неё реки Магулахчай, на пересечении Ахтынского и Муглахского ущелий.

## История
В 1980-е годы включено в состав курортное село Серные Источники (известное также как Курорт).
5 июня 2016 года был проведён референдум жителей сельского поселения Сельсовет «Ахтынский» о выведении села Курукал из состава сельского поселения «сельсовет Ахтынский» для объединения его с сельским поселением «село Ухул» и образованием сельского поселения «сельсовет Ухульский», с административным центром в селе Курукал. За проголосовало 93,84 % участников референдума.
После переселения с села «Къуджах» в 1965 г., которая находится высоко в горах, люди назвали это место «Къурукал» 

## Население
| 1926 | 1939 | 1970 | 1989 | 2002 | 2010 | 2021 |
| ---- | ---- | ---- | ---- | ---- | ---- | ---- |
| 65   | ↗71  | ↗553 | ↘524 | ↗828 | ↗878 | ↘754 |

## Достопримечательности
Курукал знаменит своими общественными банями, в просторечии именуемыми «гьамамар», где из-под земли бьют горячие серные источники.
Бани построены на термальном источнике сероводородных вод. Основные назначения комплекса — это широкое использование целебных свойств сероводородных вод. Целебная вода подается непосредственно из источника в ванно-душевую комнату, приданную к каждому из спальных номеров, что представляет большое удобство для отдыхающих.
Основной медицинский профиль:
- Болезни костно-мышечной системы и соединительной ткани
- Болезни нервной системы
- Болезни органов пищеварения

Показания: хронические воспалительные заболевания желудка, печени, поджелудочной железы, кишечника.
Лечение сероводородными ваннами оптимально сочетается с употреблением при соответствующих хронических заболеваниях желудочно-кишечного тракта лечебно-столовой гидрокарбонатной воды, источник которой расположен на расстоянии 50 км от комплекса «Ахты». Чистый горный воздух, нежаркое лето и мягкая безветренная зима, тишина и спокойствие, отсутствие в округе каких-либо промышленных и транспортных предприятий, возможность пеших переходов по окрестным горам делают лечение и отдых в санаторно-оздоровительном комплексе «Ахты» высокоэффективным, очень притягательным и приятным.
Природный лечебный фактор и источники:
Местные жители издревле пользовались целебными свойствами этих минеральных вод, температура которых, в зависимости от источников, колеблется от 38-40° до 65-68°. Колебания температуры связаны с временем года. Убедившись в высокой эффективности этих целебных источников при некоторых хронических заболеваниях, во второй половине XIX в. царская администрация начала целенаправленное их освоение, построив на первых порах несколько ванных домиков.

## Этимология
Слово «къурукал», от которого происходит название села, означает «безводный». Есть и иная трактовка у названия села — «къуру калар», что переводится с лезгинского языка, как «сушёные коровы», следует понимать коровье мясо, но это маловероятно.

## Инфраструктура
В селе действует мечеть, средняя общеобразовательная школа и фельдшерский пункт.
- ГБУ РД «Республиканский детский ревмокардиологический санаторий „Ахты“».[10]